# یلوه‌مرغ‌ها
یلوه‌مرغ‌ها یا یلوه‌های استرالیا-آرام (نام علمی: Gallirallus) نام یک سرده از تیره یلوگان است.